# Yuzo Kobayashi
Yuzo Kobayashi (født 15. november 1985) er en japansk fodboldspiller, som spiller for den japanske fodboldklub Sagan Tosu.